# اینگویلر
اینگویلر (به فرانسوی: Engwiller) یک کمون در فرانسه با جمعیت ۴۷۱ نفر است که در Canton of Niederbronn-les-Bains واقع شده‌است.